# Denis Pronovost
Pour l’article homonyme, voir Pronovost.
Denis Pronovost (né le 3 mai 1953) est un commentateur radio, journaliste et homme politique fédéral du Québec.

## Biographie
Né à Grand-Mère dans la région de la Mauricie, il devint député du Parti progressiste-conservateur du Canada dans la circonscription fédérale de Saint-Maurice en 1988. Il siégea comme indépendant à partir de 1993 et ne se représenta pas aux élections de 1993.